# Fomitiporia
Fomitiporia ist eine Pilzgattung aus der Familie der Borstenscheiblingsverwandten (Hymenochaetaceae), die von den Feuerschwämmen im engeren Sinn (Phellinus s. str.) abgetrennt wurde.
Die Typusart ist Fomitiporia langloisii.

## Merkmale

### Makroskopische Merkmale
Das Hymenophor des Holzbewohners ist flach am Substrat anliegend, mehrjährig, untrennbar und steif. Der dünne Kontext ist braun. Die geschichteten Röhren sind ebenfalls braun, in der Regel dickwandig und ganzrandig.

### Mikroskopische Merkmale
Die rundlichen bis elliptischen Sporen sind glatt und farblos. Die Hyphen haben für gewöhnlich eine braune Farbe. Zystiden sind manchmal vorhanden.

## Arten
Für Europa werden folgende Arten angegeben bzw. sind dort zu erwarten:
| Fomitiporia in Europa |                                                              |                                                   |
| \| Deutscher Name \| Wissenschaftlicher Name \| Autorenzitat \| \| ---------------------------- \| ------------------------------------------------------------ \| ------------------------------------------------- \| \| Steineichen-Feuerschwamm \| Fomitiporia erecta \| (A. David et al. 1982) Fiasson 1984 \| \| Tannen-Feuerschwamm \| Fomitiporia hartigii \| (Allescher & Schnabl 1890) Fiasson & Niemelä 1984 \| \| Sanddorn-Feuerschwamm \| Fomitiporia hippophaëicola (beschrieben als „hippophaecola“) \| (H. Jahn 1976) Fiasson & Niemelä 1984 \| \| Mittelmeer-Feuerschwamm \| Fomitiporia mediterranea \| M. Fischer 2002 \| \| \| Fomitiporia pseudopunctata \| (A. David et al. 1982) Fiasson 1984 \| \| Polsterförmiger Feuerschwamm \| Fomitiporia punctata \| (Fries 1874 ex P. Karsten 1882) Murrill 1947 \| \| Eichen-Feuerschwamm \| Fomitiporia robusta \| (P. Karsten 1889) Fiasson & Niemelä 1984 \| |                                                              |                                                   |
| Deutscher Name | Wissenschaftlicher Name                                      | Autorenzitat                                      |
| Steineichen-Feuerschwamm | Fomitiporia erecta                                           | (A. David et al. 1982) Fiasson 1984               |
| Tannen-Feuerschwamm | Fomitiporia hartigii                                         | (Allescher & Schnabl 1890) Fiasson & Niemelä 1984 |
| Sanddorn-Feuerschwamm | Fomitiporia hippophaëicola (beschrieben als „hippophaecola“) | (H. Jahn 1976) Fiasson & Niemelä 1984             |
| Mittelmeer-Feuerschwamm | Fomitiporia mediterranea                                     | M. Fischer 2002                                   |
| | Fomitiporia pseudopunctata                                   | (A. David et al. 1982) Fiasson 1984               |
| Polsterförmiger Feuerschwamm | Fomitiporia punctata                                         | (Fries 1874 ex P. Karsten 1882) Murrill 1947      |
| Eichen-Feuerschwamm | Fomitiporia robusta                                          | (P. Karsten 1889) Fiasson & Niemelä 1984          |

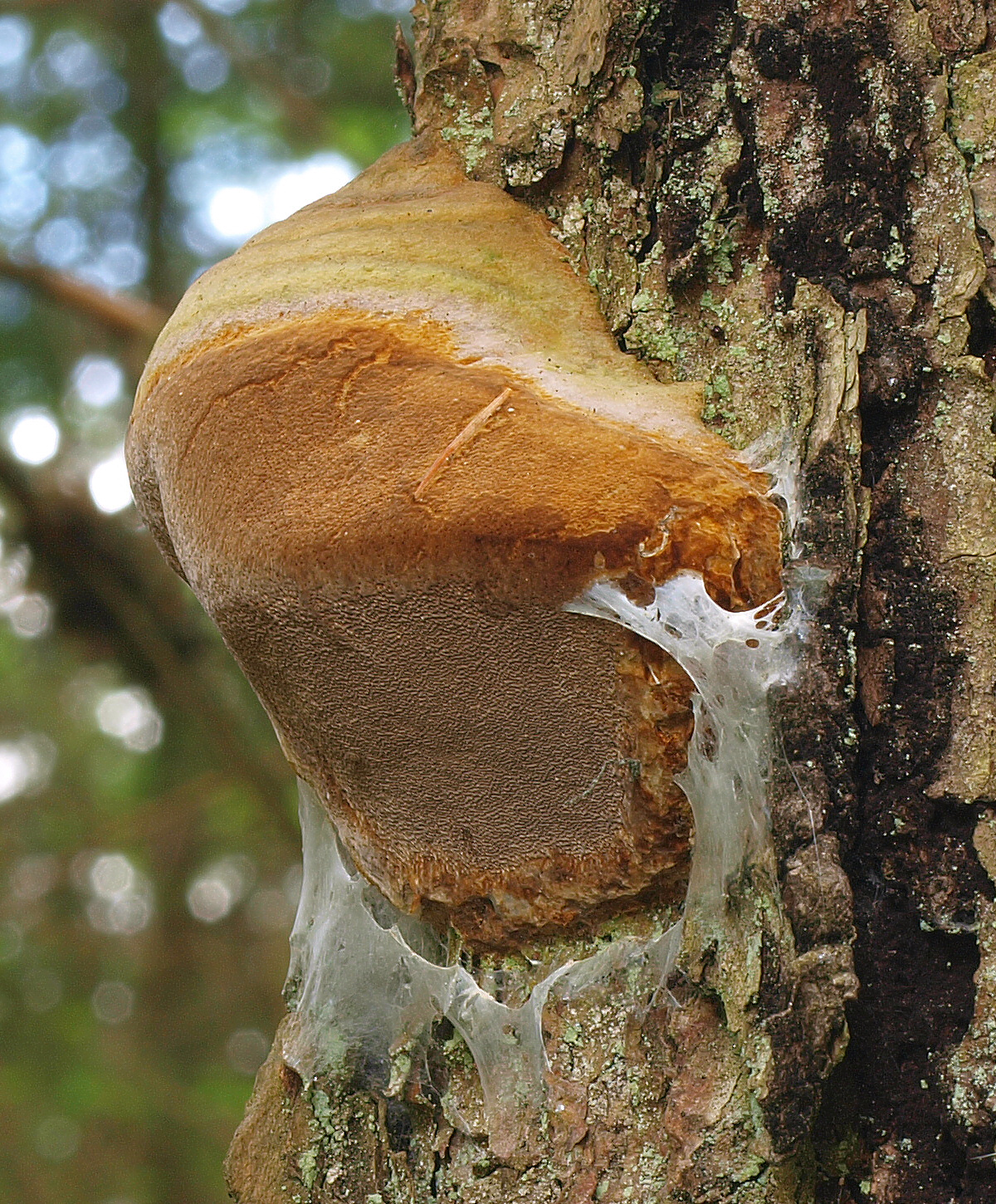
Tannen-Feuerschwamm Fomitiporia hartigii
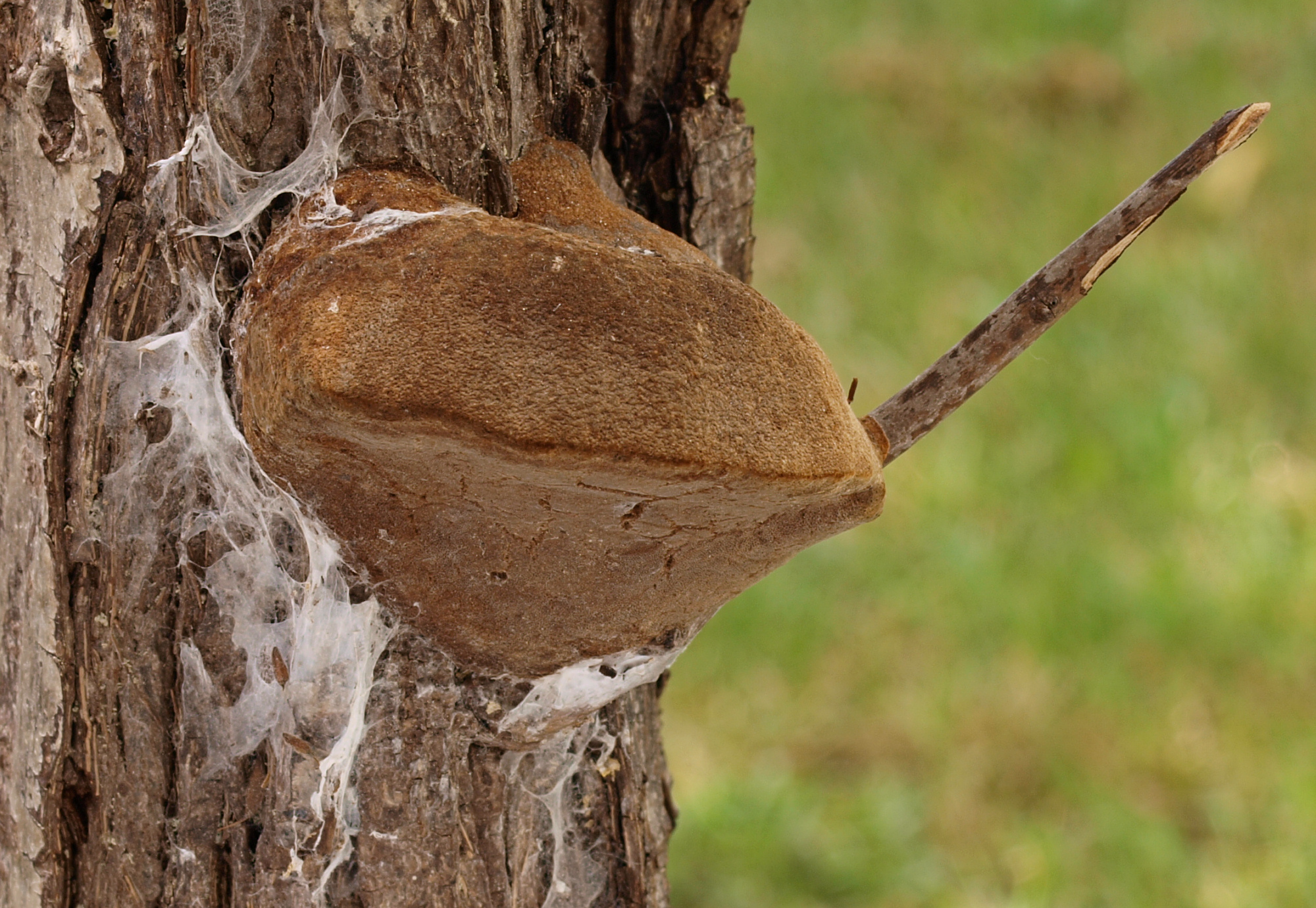
Sanddorn-Feuerschwamm Fomitiporia hippophaëicola
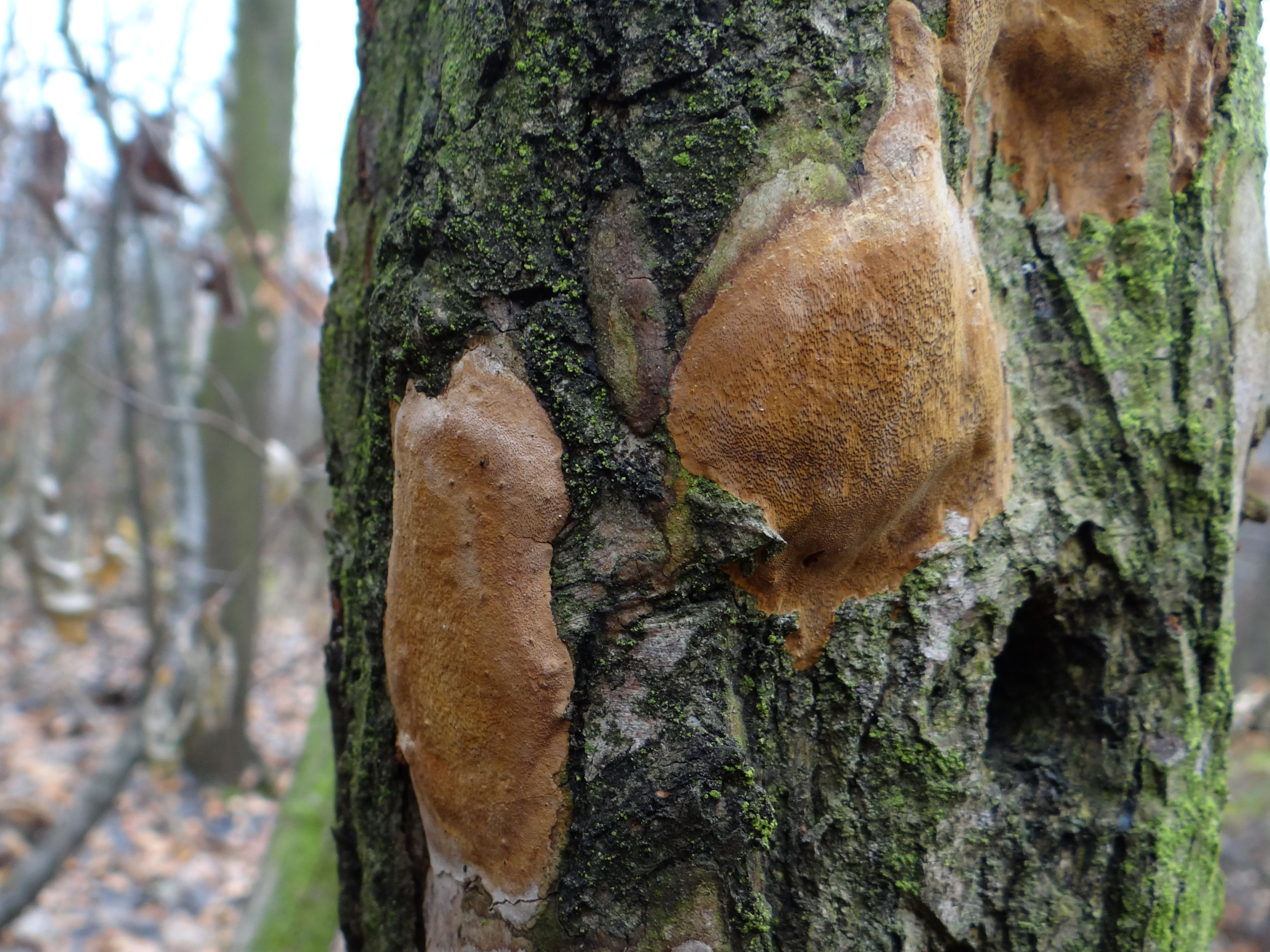
Polsterförmiger Feuerschwamm Fomitiporia punctata
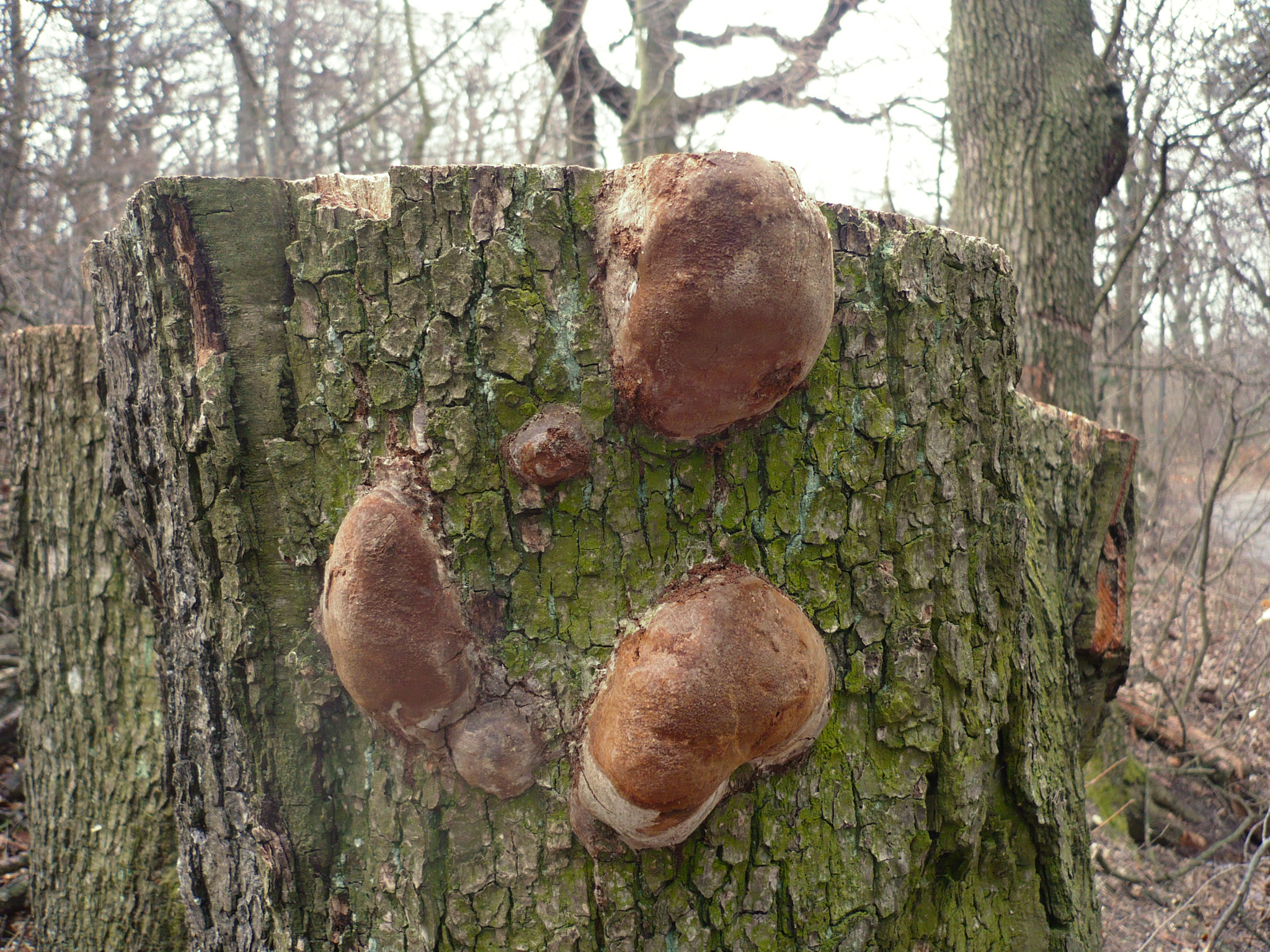
Eichen-Feuerschwamm Fomitiporia robusta